# Теорема Гливенко
Теорема Гливенко — утверждение, отражающее связь между классами {\displaystyle \mathrm {N_{i}} }-выводимых и {\displaystyle \mathrm {N_{k}} }-выводимых формул.
Примечание. {\displaystyle \mathrm {N_{k}} } — классическая система естественного вывода, а {\displaystyle \mathrm {N_{i}} } — интуиционистская система естественного вывода.
Известно, что если формула {\displaystyle \mathrm {N_{i}} }-выводима, то она {\displaystyle \mathrm {N_{k}} }-выводима. Обратное неверно.
Однако справедливо следующее утверждение, известное как теорема Гливенко.

Для любой формулы языка логики высказываний (ЯЛВ), если эта формула {\displaystyle \mathrm {N_{k}} }-выводима, то {\displaystyle \mathrm {N_{i}} }-выводимо её двойное отрицание, т. е. {\displaystyle \left({\mathcal {F}}\right)\left(\vdash _{\mathrm {N_{k}} }{\mathcal {F}}\quad \longrightarrow \quad \vdash _{\mathrm {N_{i}} }\neg \neg {\mathcal {F}}\right)}.

В. И. Гливенко (1897–1940) — советский математик, логик.